# 通級
通級による指導（つうきゅうによるしどう）とは、日本の義務教育における特別支援教育の制度の一つで、通常の学級で学習しながら、通常の教育課程に加え、又はその一部に替えて個別的な特別支援教育を受けることの出来る制度である。

## 概要
1960年代後半頃から小学校に設置されていた言語障害特殊学級、難聴特殊学級は「ことばの教室」「きこえの教室」などの呼称で、現在の「通級による指導」に似通った弾力的な運用がなされていたことが多かった。
1990年に文部省が「通級問題に関する調査研究」に着手し、「通級による指導」は1993年度に「通級学級に関する調査研究協力者会議」の答申を受け、学校教育法施行規則を改正して正式な制度として始まった。小学校・中学校の通常の学級に在籍する軽度の障害のある児童・生徒を対象として特別な教育課程によって指導を行う制度を指す。
ただし、そのような児童・生徒が直ちに通級による指導の対象となるのではない。「通級による指導」は通常の学級での指導の工夫や、ティーム・ティーチングなど、他の方法を含めた選択肢の一つである。また「通級による指導」の必要性の判断は医学的な診断の有無にのみによらない。
通級による指導は年間35単位時間から280単位時間以内の範囲で行うことを標準とすることとされていおり、週当たりに換算すると、1単位時間から8単位時間程度となる。
ただし、学習障害及び注意欠陥多動性障害のある児童生徒については、月1単位時間程度でも指導上の効果が期待できる場合があることから、年間10単位時間（月1単位時間程度）が下限となっており、年間10単位時間から280単位時間までを標準とされている。
高等学校では2018年度から制度化され、年間7単位を超えない範囲で在学する高等学校等が定めた全課程の修了を認めるに必要な単位数のうちに加えることができる。
2021年度は全国の小中高で18万3879人の児童生徒が指導を受けている。2022年度は「通級指導」を受ける小中高生は19万8343人だったことが文部科学省の調査で分かった。能登半島地震の影響で石川県は調査対象外であるが、前年度から約1万4千人増えた。